# Die Welt der 1000 Abenteuer
Die Welt der 1000 Abenteuer ist eine Jugendbuch-Reihe des deutschen Autors Jens Schumacher, die von 2009 bis 2013 unter der Marke Schneiderbuch bei den Egmont Verlagsgesellschaften erschien. Seit 2014 wird die Reihe im Mantikore-Verlag weitergeführt, es erscheinen neue Bände, ältere werden sukzessive neu aufgelegt. Bei den Büchern handelt es sich um Fantasy-Spielbücher im Stil eines Textadventures.

## Aufbau und Spielweise
Die Bücher der Reihe Die Welt der 1000 Abenteuer entsprechen in ihrem Aufbau und in ihrer Spielweise anderen Spielbüchern aus den Fantasy-Bereich, etwa den Büchern der Reihe Einsamer Wolf. Wie bei diesem muss der Leser zu Beginn der Lektüre einen Charakter auswählen und dessen Eigenschaften mit Hilfe von Runen bestimmen. Die Eigenschaften und Daten seines Charakters werden in ein Abenteurerblatt eingetragen, auf dem auch spätere Funde im Buch notiert werden. Danach beginnt er, das Buch mit dem ersten Abschnitt zu lesen und wird immer am Ende eines Abschnittes anhand der dort angegebenen Nummer auf einen nächsten Abschnitt verwiesen. Häufig muss sich der Leser dabei für eine von verschiedenen Handlungsmöglichkeiten seines Charakters entscheiden und wird entsprechend auf einen alternativen Spielablauf geschickt. An manchen Stellen kommt es zu einem Kampf, der mit einer eigenen Kampftabelle entschieden wird und dessen Ergebnis (Sieg oder Niederlage) den weiteren Weg bestimmt.

## Titel
In der Reihe Die Welt der 1000 Abenteuer sind die folgenden Bücher bisher erschienen:
1. Das Vermächtnis des Zauberers. Schneiderbuch, 2009, ISBN 978-3-505-12533-1, seit 2016 Mantikore-Verlag, ISBN 978-3-945493-57-1.
2. Geisterspuk in der Zwergenmine. Schneiderbuch, 2010, ISBN 978-3-505-12637-6, seit 2018 Mantikore-Verlag, ISBN 978-3-961-88007-2.
3. Der Schatz der Oger. Schneiderbuch, 2010, ISBN 978-3-505-12766-3, seit 2017 Mantikore-Verlag, ISBN 978-3-945-49389-2.
4. Verrat an der Zauberschule. Schneiderbuch, 2011, ISBN 978-3-505-12791-5.
5. Belagerung der Monster. Schneiderbuch, 2011, ISBN 978-3-505-12883-7.
6. Die Kerker des Schreckens. Schneiderbuch, 2012, ISBN 978-3-505-12948-3, seit 2020 Mantikore-Verlag, ISBN 978-3-96188-102-4.
7. Dschungel der Ungeheuer. Schneiderbuch, 2012, ISBN 978-3-505-13027-4.
8. Das große Duell. Schneiderbuch, 2013, ISBN 978-3-505-13155-4.
9. In den Fängen der Seehexe. Mantikore-Verlag, 2014, ISBN 978-3-939-21274-4.
10. Die Steine des Chaos. Mantikore-Verlag, 2019, ISBN 978-3-961-88058-4.